# Obrączkowiec florydzki
Obrączkowiec florydzki (Rhineura floridana) – gatunek amfisbeny. Jedyny przedstawiciel monotypowego rodzaju Rhineura i jedyny żyjący członek rodziny Rhineuridae. Gatunek endemiczny, występujący jedynie na Florydzie.
Obrączkowce florydzkie osiągają długość 18–30 cm. Przeważającą większość czasu spędzają pod ziemią, gdzie nie są narażone na ataki większych drapieżników. Żywią się przede wszystkim owadami i dżdżownicami, nie są jednak wybredne i zjadają każde zwierzę bezkręgowe, które zdołają upolować.

## Taksonomia
Gatunek po raz pierwszy naukowo opisał w 1858 roku amerykański zoolog Spencer Fullerton Baird, nadając mu nazwę Lepidosternon floridanum. Jako miejsce typowe odłowu holotypu Baird wskazał Micanopy na Florydzie. Jedyny przedstawiciel rodzaju Rhineura utworzonego w 1861 roku przez amerykańskiego herpetologa i paleontologa Edwarda Drinkera Cope’a.

### Etymologia
Nazwa rodzajowa: gr. ῥις rhis, ῥινος rhinos „nos”; ευρυς eurus „szeroki”. Epitet gatunkowy: Floryda, USA.

## Rhineuridae
Najstarsze znane skamieniałości przedstawicieli rodziny Rhineuridae pochodzą sprzed około 60 mln lat, z wczesnego paleocenu. Liczyła ona wówczas wiele gatunków, szeroko rozprzestrzenionych na zachodzie Ameryki Północnej.